# Silhouetten (1936)
Silhouetten ist ein österreichischer Spielfilm von Walter Reisch aus dem Jahre 1936 mit Luli Hohenberg in der Hauptrolle.

## Handlung
Im Zentrum der Handlung steht die Wiener Ballettmeisterin Lydia Samina, die sich ganz ihrer Kunst, dem klassischen Tanz, verschrieben hat und mit eiserner Härte die Ausbildung junger Tänzerinnen vorantreibt. Disziplin geht ihr über alles, nur so, das weiß sie, wird man es in diesem Beruf nach ganz oben bringen. Das ist auch dringend nötig, denn zuletzt waren die Tourneen der Samina-Truppe nur mäßig erfolgreich. Während eines Gastspiels besucht die Tänzerin Ellinor ihre Ausbilderin und Chefin auf dem Hotelzimmer und setzt sie in erpresserischer Weise unter Druck. Sie will, obwohl ihr Talent dafür nicht ausreicht, von Lydia eine Solopartie ermöglicht bekommen. Ellinors Drohungen werden immer nachdrücklicher, sodass sich Lydia gezwungen sieht, flugs in ein anderes Hotelzimmer auszuweichen. Dort logiert der Amerikaner Charlie West, der sich angesichts des unerwarteten Besuchs freudig überrascht zeigt. Hartnäckig beginnt er nun die Ballettmeisterin anzuflirten, besucht sogar am darauf folgenden Tag ihre Probe im Theater. Als Charlie Lydia indirekt einen Heiratsantrag macht, überlegt diese ernsthaft, ihren Beruf zugunsten eines gesicherten Ehelebens aufzugeben. Die Entscheidung wird ihr erleichtert, als Ellinor mit ihren Intrigen und Erpressungen nicht locker lässt und dafür sorgt, dass das Theater geschlossen und das Personal entlassen wird.
Lydia hat die Nase voll und entschließt sich, Charlies Heiratsantrag anzunehmen. Sie überschreibt ihre Balletttruppe mit allen Rechten und Pflichten ihrer bisherigen Assistentin, Fräulein Munk. Durch einen Zufall – Charlie wurde während des Wartens auf seine Zukünftige im Theater eingeschlossen – lernt West die junge Nachwuchstänzerin Leni Leitner kennen, ein großes Tanztalent. Da Charlie ganz offensichtlich sehr leicht entflammbar ist, verliebt er sich auch in sie. Auch Leni scheint nicht abgeneigt, obwohl der Balletttanz ihr ganzes Leben ist. Erst der Nachtwächter befreit die beiden Turteltäubchen aus ihrem Eingeschlossensein, und Lydia, die sich mal wieder mit der aufdringlichen Ellinor herumärgern musste, kommt zu spät zu ihrer Verabredung mit ihrem im Theater auf sie wartenden Verlobten im Zuschauerraum. Als Lydia dort ankommt, ist West mit Leni bereits auf und davon. Lydia kehrt ins Hotel zurück und hört per Zufall, wie Charlie mit seinen Eltern telefoniert und nunmehr von der Neuen schwärmt. Lydia Samina glaubt, nun alles im Leben verloren zu haben: Erst ihre große Liebe, den Balletttanz, dann auch noch ihren Gatten in spe. Sie beschließt, ihre Ehepläne ad acta zu legen.
Die neue Ballettprinzipalin Frl. Munk muss feststellen, dass sie sich bei den jungen Tänzerinnen nicht durchsetzen kann und bittet daher Lydia, die sich ins Privatleben zurückgezogen hat, an deren Geburtstag um Hilfe. Lydia erinnert sich an Leni Leitner, die sie für ein großes Talent hält, und sucht sie in ihrem Zuhause auf. Das Mädchen, das gerade 18 Jahre alt geworden ist, wohnt mit ihrem Großvater unter einem Dach. Der alte Mann besitzt ein altmodisches Silhouettentheater, das auf die Balletteuse sehr inspirierend wirkt. Lydia kommt zur Unzeit, denn just in dem Moment, in dem sie erscheint, taucht auch der Hotelportier Kaltenbrunner auf, der Leni zu ihrer eigenen Geburtstagsfeier abholen soll, die Charlie, Lydias Ex, ihr zu Ehren ausrichtet. Lydia verlässt sofort Lenis Haus während diese völlig aufgelöst zurückbleibt. Wieder glaubt sie, dass Charlie ihr die Chance vermasselt hat, beim Ballett Karriere zu machen. In einem Heurigenlokal kommt es zu einer klärenden Auseinandersetzung zwischen Leni und Charlie. Sie macht ihm klar, dass sie von ihm lediglich Fürsprache bei Lydia erhoffte, um in deren Truppe aufgenommen zu werden. An einer Beziehung mit ihm habe sie nie gedacht. Bald haben sich alle Missverständnisse geklärt: Ein neues Ballett, „Silhouetten“, wird aufgeführt und ist ein großer Erfolg. Leni kann endlich als Ballerina durchstarten, und Lydia und Charlie finden schließlich wieder zusammen.

## Produktionsnotizen
Silhouetten entstand in den Tobis-Sascha-Filmateliers auf dem Rosenhügel. Ballettszenen wurden unter anderem Ende Jänner 1936 auf der Bühne des Badener Stadttheaters gedreht. Uraufgeführt wurde der Streifen am 9. Oktober 1936 in der österreichischen Hauptstadt. Eine deutsche Erstaufführung gab es aufgrund der jüdischen Herkunft von Regisseur Reisch in Hitler-Deutschland nicht.
Otto Niedermoser und Fritz Jüptner-Jonstorff zeichneten für die Filmbauten verantwortlich, Eduard Stolba malte die Kulissen. Alfred Norkus sorgte für den Ton, Max Nekut assistierte Regisseur Reisch und Karl Ehrlich übernahm die Organisation der Produktionsleitung.

## Musik
Folgende Musiktitel wurden gespielt:
- Sei gescheit, mein Kleines
- Silhouetten-Walzer: Es war einmal eine Stunde

Robert Katscher verwendete bei seiner Musik Kompositionen von Johann Strauß dem Jüngeren (An der schönen blauen Donau) und Ludwig van Beethoven (Mondscheinsonate). Die Texte zu den Melodien schrieb Walter Reisch.

## Kritiken
Paimann’s Filmlisten resümierte: „Einfallsreich, witzig und anregend, wendet sich dieser Film anfangs mehr an den Intellekt, bringt erst später Sentiments, die er vorher ironisierte. Er stellt Ernst und Bluff nebeneinander, wirkt etwas zu skizzenhaft, uneinheitlich und überspitzt.“
In der Österreichischen Film-Zeitung war zu lesen: „‚Silhouetten‘ ist dem Ballett gewidmet, einer Kunst, die in den letzten Jahren viel von ihrer einstigen Bedeutung eingebüßt hat. Damit ist dem Film eine ernstere Linie vorgezeichnet. (…) Walter Reisch ist auch in diesem Film als Autor und Regisseur der auf feinen Nuancen bedachte Künstler.“
Auf film.at heißt es: „In ‚Silhouetten‘ … versucht Reisch, dem Mythos Wien und seinem »künstlerischen Zauber« neue Seiten abzugewinnen. Wo eben noch Ironie und Ausgelassenheit ihren Platz hatten, setzt Reisch dunkle Akzente. Silhouetten geriet so zu einem zynischen und verstörenden Abbild der heilen Welt des Wiener Films, in dem Suizid und anspruchsloses Glück, Emanzipation und bedingungslose Unterwerfung unter das Patriarchat dicht nebeneinander liegen.“

„Verwechslungs- und Eifersuchtskomödie.“